# 24 tháng 8
Ngày 24 tháng 8 là ngày thứ 236 (237 trong năm nhuận) trong lịch Gregory. Còn 129 ngày trong năm.

## Sự kiện
- 79 – Thành phố Pompeii bị phá hủy bởi núi lửa Vesuvius, ngọn núi lửa tầng nằm. Không một ai sống sót trong thảm họa này.
- 1246 – Sau một vài năm Đại khả đôn Thoát Liệt Ca Na nhiếp chính, Quý Do đăng cơ đại hãn của đế quốc Mông Cổ.
- 1631 – Hoàng Thái Cực thân chinh dẫn quân Kim xuất phát đánh thành Đại Lăng Hà của quân Minh.
- 1572 – Đô đốc Gaspard de Coligny, lãnh tụ phe Kháng Cách, bị ám sát, khởi đầu cho vụ thảm sát Ngày lễ Thánh Barthélemy tại Pháp.
- 1814 – Chiến tranh Hoa Kỳ – Anh Quốc: Quân Anh tiến vào thủ đô Washington, D.C. của Hoa Kỳ và đốt cháy nhiều tòa nhà trong thành phố.
- 1942 – Chiến tranh thế giới thứ hai: Khởi đầu trận chiến Đông Solomon, tàu sân bay Ryūjō của Nhật Bản bị đắm, tàu sân bay USS Enterprise của Hoa Kỳ bị hư hại nặng.
- 1991 – Sau cuộc đảo chính tháng Tám, Mikhail Gorbachev tuyên bố từ chức Tổng Bí thư Đảng Cộng sản Liên Xô.
- 1991 – Do hậu quả từ đảo chính tại Moskva, Quốc hội Ukraina thông qua đạo luật tuyên bố độc lập từ Liên Xô.
- 2006 – Hiệp hội Thiên văn Quốc tế (IAU) định nghĩa lại khái niệm hành tinh, sao Diêm Vương do vậy trở thành hành tinh lùn.

## Sinh
- 1899 – Jorge Luis Borges, một nhà văn, nhà thơ và dịch giả nổi tiếng người Argentina (m. 1986).
- 1905 – Siaka Stevens, tổng thống Sierra Leone 1971–1985 (m. 1988).[1]
- 1929 – Yasser Arafat, tổng thống Chính quyền Quốc gia Palestine (m. 2004).
- 1945 – Marsha P. Johnson, drag queen, nhà hoạt động vì phong trào giải phóng người đồng tính thế giới (m. 1992).
- 1984 - Phạm Quỳnh Anh, nữ ca sĩ người Việt Nam, thành viên cựu nhóm nhạc nữ Sắc Màu và H.A.T, vợ cũ của nhạc sĩ, đạo diễn phim Quang Huy
- 1988 – Rupert Grint, diễn viên Anh đóng Ron Weasley trong phim Harry Potter.
- 1990 – Phùng Vỹ Trung, nghệ sĩ Singapore (m. 2019).
- 1997 – Alan Walker, nghệ sĩ Anh.

## Mất
- 1117 – Nguyên phi Ỷ Lan, Hoàng thái hậu triều Lý (s. 1044)
- 1617 – Thánh Rôsa thành Lima (s. 1586)
- 1863 – Sơn Tĩnh Quận công Nguyễn Phúc Miên Lương, hoàng tử con vua Minh Mạng nhà Nguyễn (s. 1826)
- 2004 – Tạ Tỵ, họa sĩ Việt Nam (s. 1921)